# Bọ hung
Bọ hung hay bù hung là một nhóm các loài bọ cánh cứng thuộc họ Scarabaeoidea, bộ Bọ cánh cứng.

## Hình dáng, cấu tạo
Cũng giống như cái loài côn trùng khác, cơ thể bọ hung chia làm 3 phần: đầu, ngực, bụng. Đầu có cặp râu và tùy theo loài, có loài có sừng, loài không, dùng để tự vệ và phô trương trước bạn khác giới. Ngực gắn sáu cái chân và đôi cánh cứng tựa như chiếc áo chống đạn che kín cả phần trên của ngực và bụng.
Thân hình con bọ hung thô thiển, đầu dạng cái mai, chân trước dạng cái xẻng và đầu nhọn hơi cong. Hình dạng thân hình đó hết sức thích hợp cho công việc của chúng và không phải dùng hết sức lực.
Loài bọ hung có một sức mạnh phi thường, chúng có khả năng nâng được vật nặng gấp hơn 1000 lần trọng lượng cơ thể của nó. Nếu chúng có kích thước như con người thì việc nâng một chiếc xe tăng chỉ là việc dễ dàng.
Ở một số nơi loài này còn có tên là Bọ Lan.

## Sinh sản
Chúng bay đi bay lại là trên mặt đất để tìm đống phân tươi. Khi phát hiện ra một đống phân, chúng liền hạ xuống, lấy đầu tựa như cái xẻng và chân trước xúc phân ướt và đất ướt gộp lại với nhau rồi ve thành viên bi đẩy về phía trước, viên phân càng lăn càng lớn, khi đẩy, thường thì "ông bố" ở phía trước và lấy chân sau đẩy viên phân về phía sau theo kiểu bò lùi lại; "bà mẹ" bám ở phía bên cục phân, để mặc cho "ông bố" đẩy viên phân.
Sau khi đã chọn được địa điểm thích hợp, chúng mới dừng lại, đào đất chỗ dưới viên phân tạo thành cái lỗ và lấp viên phân lại. Sau đó, "bà mẹ" đào một cái lỗ trên viên phân, đẻ trứng vào đó rồi cẩn thận lấp lớp đất dày sao cho cuối cùng bằng với mặt đất mới thôi. Tiếp đó chúng lại vội vàng làm viên phân thứ hai ở chỗ khác để đẻ trứng. Những viên phân chính là chất dinh dưỡng chuẩn bị cho con non sắp ra đời.

## Sinh trưởng
Bọ hung đẻ ra ấu trùng một thời gian sau chuyển hóa thành nhộng rồi biến thành bọ hung.

## Công nhân vệ sinh
Hơn 100 triệu năm trước, Châu Úc đã sớm tách rời đại lục cổ xưa. Khi đó, sự tiến hóa của sinh vật trên trái Đất còn ở giai đoạn thấp, thời kì đầu của loài động vật có vú đẳng cấp tương đối thấp (chuột túi, thú mỏ vịt..) Thế kỷ 18, dân Châu Âu di cư đến lục địa này phải kinh ngạc, thấy nơi đây có một thảo nguyên màu mỡ nhưng động vật ăn cỏ rất ít, họ bèn chở gia súc đến. Mấy chục triệu con trâu bò một ngày thải ra mấy chục triệu đống phân. Phân nhiều quá không có cách nào dọn sạch, làm cho môi trường thảo nguyên ô uế, ruồi nhặng sinh sôi nảy nở quá nhiều, ảnh hưởng đến đàn súc vật. Các nhà khoa học đem loài bọ hung từ khắp nơi đến. Số bọ hung này giải quyết được nạn phân tai hại ấy cho nước Úc.
Có người đã tính rằng một đôi bọ hung chỉ cần 30 giờ đã có thể vần đi được 1000 milimet khối phân tươi vùi xuống.

## Hình ảnh

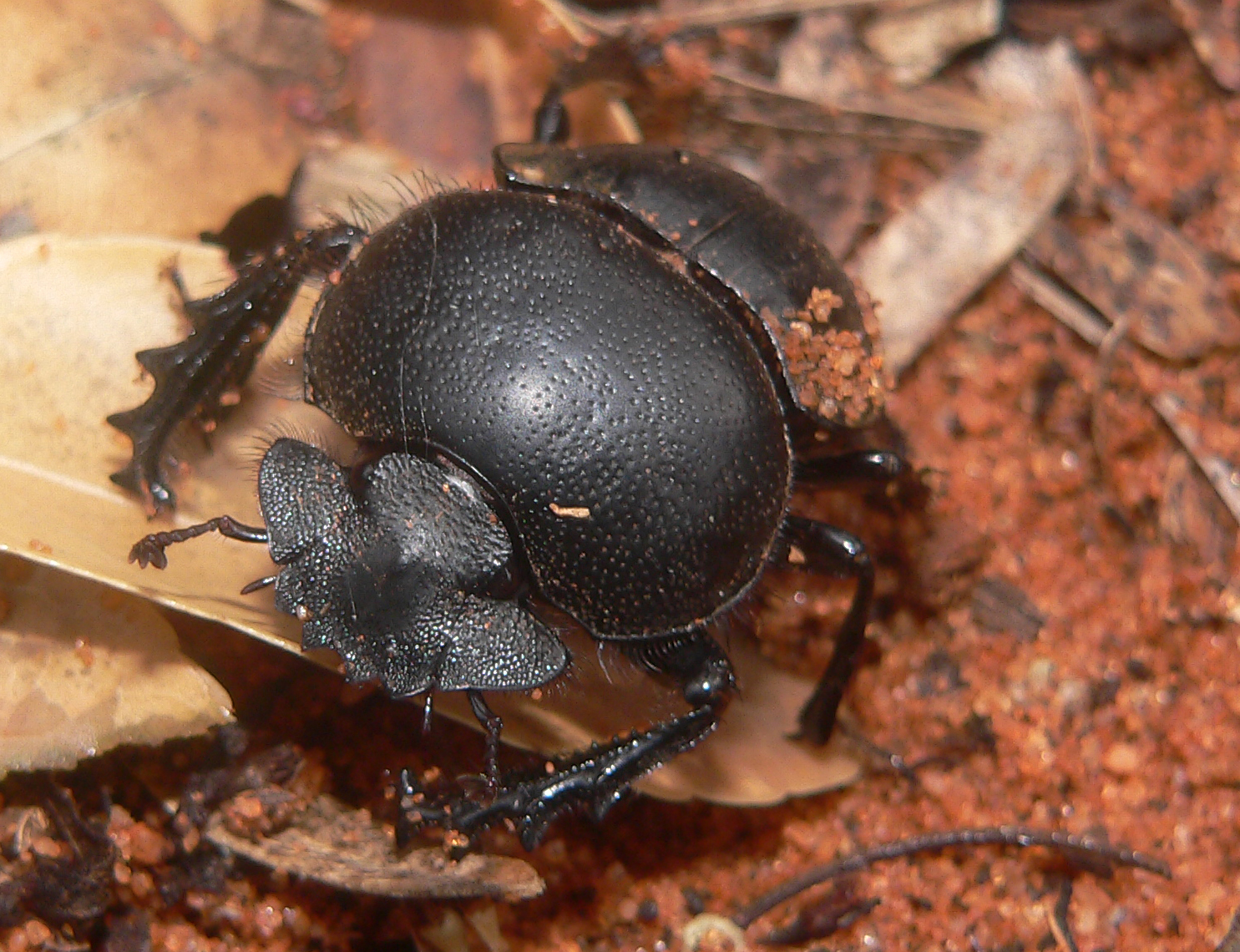
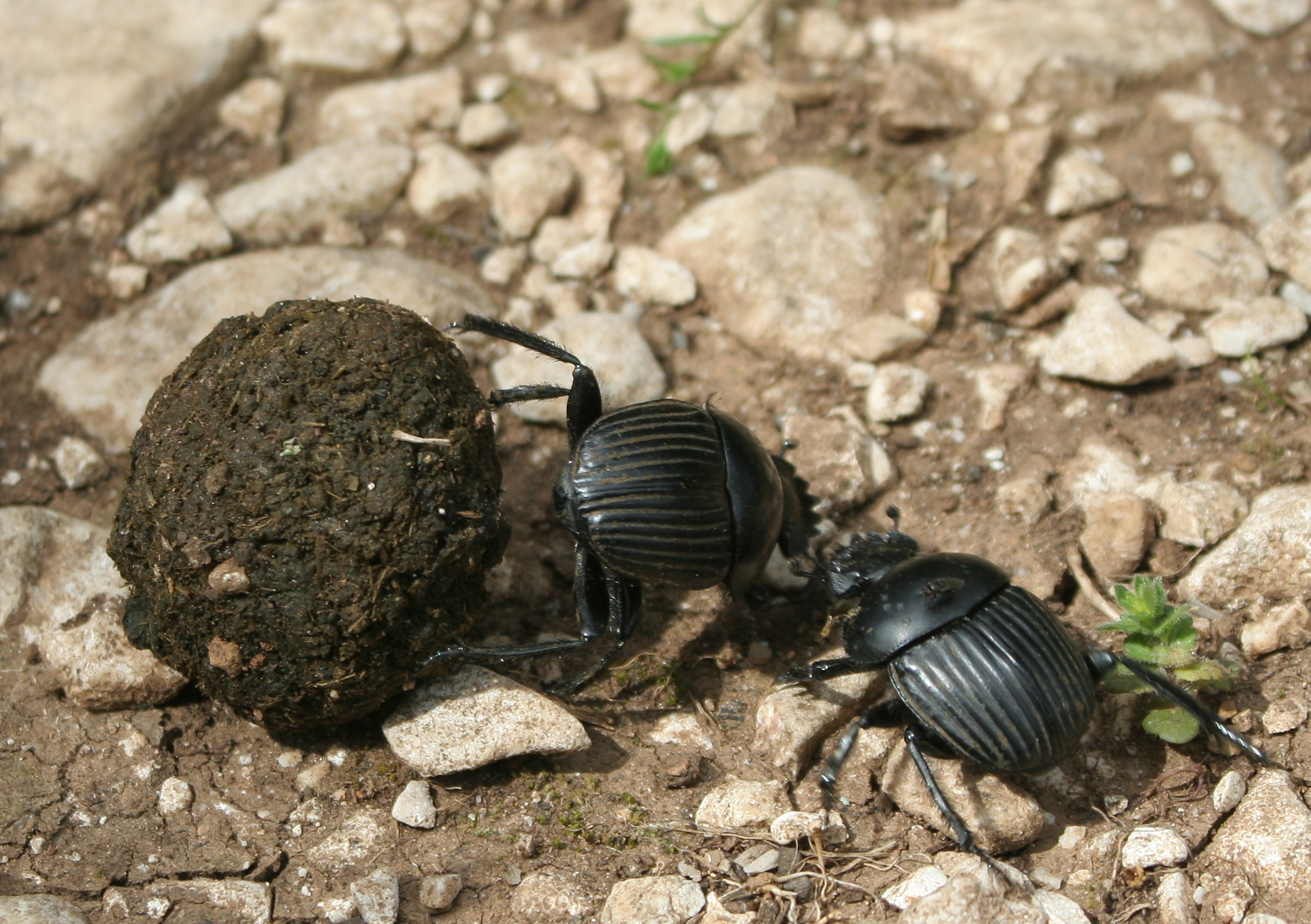
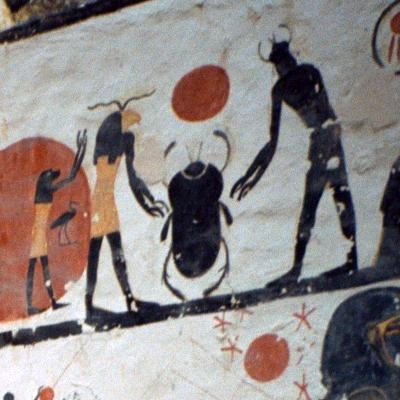